# 나카무라 겐
나카무라 겐(일본어: 中村 元, 1978년 9월 6일 ~ )는 일본의 축구 선수이다.

## 구단 경력
혼다 FC에서 활동했다.

## 국가대표팀 경력
그는 1995년 FIFA U-17 세계 축구 선수권 대회에 참가할 일본 U-17 국가대표팀에 발탁되었으며, 3경기에 출전했다.